# Сарапульский округ
Сарапульский округ — административно-территориальная единица Уральской области, существовавшая в 1923—1930 годах.
Сарапульский округ был образован в ноябре 1923 года. Центром округа был назначен город Сарапул.
По данным на 1 января 1926 года округ был разделён на 14 районов: Бикбардинский район, Большеусинский район, Воткинский район, Еловский район, Камбарский район, Каракулинский район, Киясовский район, Красноярский район, Осинский район, Рябковский район, Сарапульский район, Фокинский район, Частинский район и Черновской район. В дальнейшем некоторые районы меняли названия, переносили административные центры и был выделен новый, Ножовский район.
30 июля 1930 Сарапульский округ, как и большинство остальных округов СССР, был упразднён. Его районы отошли в прямое подчинение Уральской области.
Население округа в 1926 году составляло 539,7 тыс. человек. Из них русские — 90,4 %; башкиры — 2,9 %; удмурты — 2,1 %; татары — 1,0 %.